# بييرانجلو بيرتولي
بييرانجلو بيرتولي (Pierangelo Bertoli) (ساسوولو، 5 نوفمبر 1942 - مودينا، 7 أكتوبر 2002) مغني مولف إيطالي.
وُلد في مدينة ساسوولو بمقاطعة مودينا ، أصيب و هو طفل بشلل الأطفال الأمر الذي حرمه للأبد من استخدام ساقيه ، ما اضطره للعيش والتنقل على كرسي متحرك بقية حياته. أصدر في حياته المهنية 23 إسطوانة كان أولها سنة 1973 ، كما أسهم بالعديد من أعمال المطربين الآحرين.

## وصلات خارجية
- بييرانجلو بيرتولي على موقع IMDb (الإنجليزية)
- بييرانجلو بيرتولي على موقع ميوزك برينز (الإنجليزية)
- بييرانجلو بيرتولي على موقع أول ميوزيك (الإنجليزية)
- بييرانجلو بيرتولي على موقع ديسكوغز (الإنجليزية)
- بييرانجلو بيرتولي على موقع قاعدة بيانات الفيلم (الإنجليزية)